# Peters baby (roman)
Peters baby är en barn- och ungdomsroman av den svenska författaren Gun Jacobson, första gången utgiven på Bonniers förlag 1971. Romanen har översatts till norska, tyska, danska, isländska, japanska och grönländska.
Fortsättningar: Tjejer, Peter (1975), Peter och Lena (1976).
Romanerna gjordes 1978 till en TV-serie i regi av Hans Dahlberg, se Peters baby (TV-serie).